# Covunco
Covunco es un término del Idioma mapuche cuyo significado es "agua caliente", y que se utiliza para generalizar una zona de la provincia del Neuquén (Argentina) ubicada junto al arroyo homónimo.

## Nacimiento
El arroyo Covunco nace de la conjunción de los arroyos Carreri y Huayapa, al pie de la precordillera Neuquina, extremo norte del Cordón del Chachil, y ubicado en el centro de la provincia, dentro del departamento Zapala.

## Zonas
Para los lugareños es fácil de distinguir seis zonas bien definidas, a cada una de las cuales corresponde una comisión de fomento: 
- Covunco Arriba o Covunco Pavía,
- La Usina,
- Covunco Centro,
- Los Hornos,
- Covunco Abajo,
- Paso de los indios.[3]

## Mariano Moreno
La zona más importante demográficamente es Covunco Centro, en donde se encuentra la localidad de Mariano Moreno y el histórico Regimiento de Infantería de Montaña 10 «Teniente General Racedo» perteneciente al Ejército Argentino.

## Productos
Las otras zonas están pobladas por chacareros (granjeros) que en su mayoría producen heno, productos de huerta y animales de granja: cerdos, aves de corral, conejos y caprinos, entre otros. También existen algunas explotaciones turísticas en época de verano, que ofrecen ecoturismo y la comodidad de contar con piscina, quinchos y fogones.